# Helena Sikorska (1888–1972)

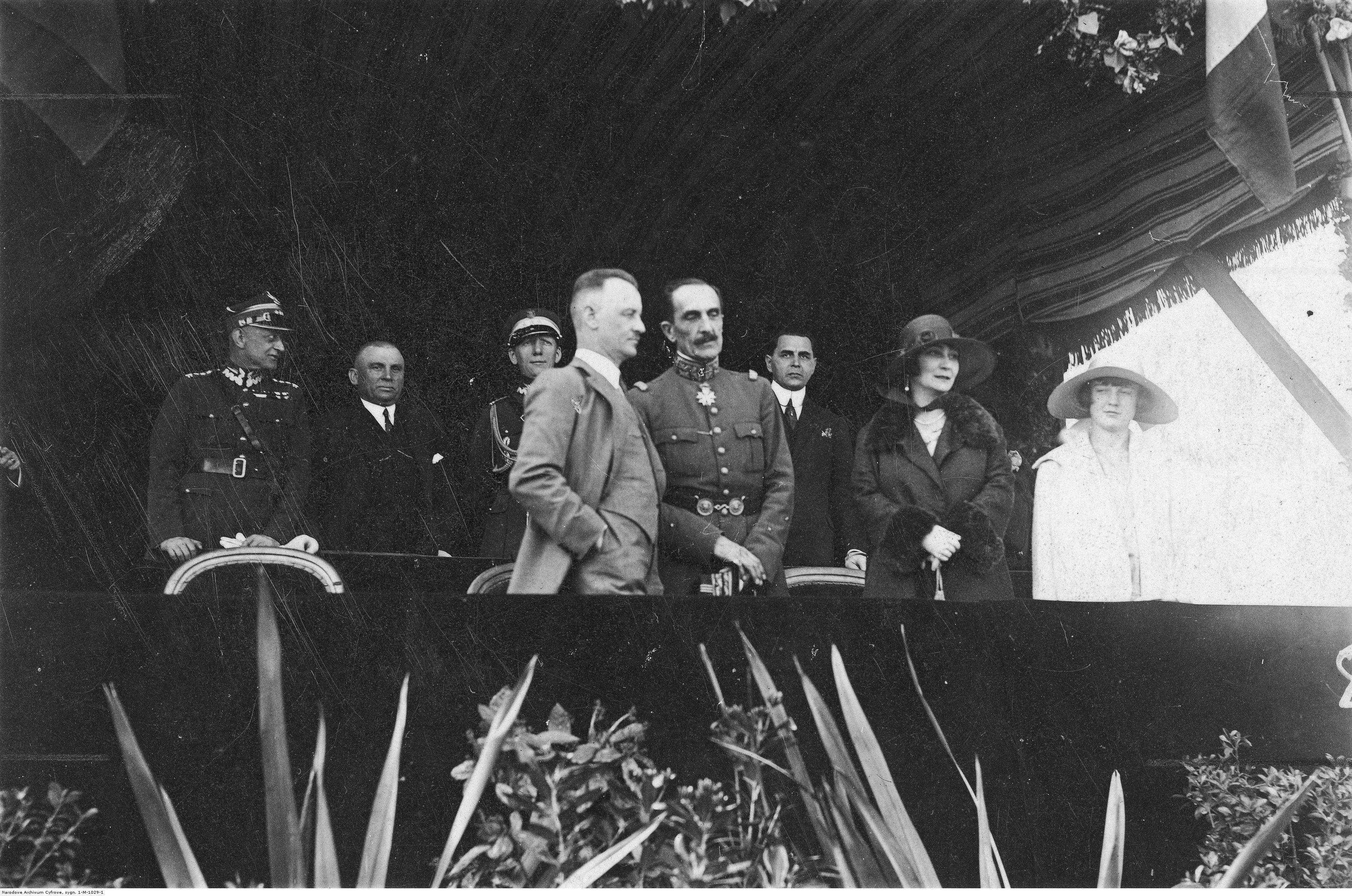
Międzynarodowy Konkurs Hippiczny w Nicei, maj 1925. Na trybunie gen. Sikorski, jego żona Helena i córka Zofia

Helena Sikorska z domu Zubczewska (ur. 2 lutego 1888 w Terespolu, zm. 1 lutego 1972 w Leatherhead) – polska działaczka społeczna, żona premiera RP gen. Władysława Sikorskiego.

## Życiorys
Urodziła się 2 lutego 1888 w Terespolu. W dzieciństwie została adoptowana przez osiadłych w Zakopanem Olgę i Juliana Zubczewskiego, który był dyrektorem seminariów nauczycielskich w Tarnopolu, Rzeszowie. Jej przyrodnim bratem był rtm. Stefan Zubczewski (ur. 1893). W 1898 u Zubczewskich zamieszkał uczeń I klasy Władysław Sikorski. W 1899 wszyscy przenieśli się do Lwowa, gdzie J. Zubczewski został dyrektorem Seminarium Nauczycielskiego Żeńskiego we Lwowie.
W 1909 Władysław Sikorski podjął pracę w departamencie budowli wodnych Namiestnictwa we Lwowie. W tym samym roku oboje wzięli ślub. 2 marca 1912 urodziło się ich jedyne dziecko – córka Zofia. W okresie od 16 grudnia 1922 do 26 maja 1923 i od 30 września 1939 do 4 lipca 1943 Sikorski sprawował funkcję premiera RP.
Po wybuchu II wojny światowej Helena Sikorska początkowo pozostała w okupowanym kraju i ukrywała się, po czym przygotowano dla niej fałszywy paszport i na początku stycznia 1940 została wywieziona przez granicę przez kurierkę Lucianę Frassati-Gawrońską jako jej „gospodyni”.
Po zakończeniu wojny przebywała na emigracji, ale nie brała udziału w życiu politycznym, tylko zajmowała się działalnością społeczną. Była m.in. honorowym członkiem Związku Polek w Ameryce. Po wojnie przekazała dokumenty i pamiątki po mężu nowo powstałemu Instytutowi Polskiemu i muzeum im. gen. Sikorskiego w Londynie.
W czerwcu 1963 trwały przygotowywania do obchodów 20. rocznicy śmierci gen. Sikorskiego. Kiedy prasa w Londynie zamieściła program uroczystości, Helena Sikorska wystosowała list do gen. Władysława Andersa, w którym stwierdziła, że nie życzy sobie, aby składał kwiaty i przemawiał nad grobem jej męża, gdyż jej zdaniem przyczynił się on do śmierci Sikorskiego.

## Śmierć i pogrzeb
Helena Sikorska zmarła 1 lutego 1972 w Leatherhead. Pierwotnie tam została pochowana. Chciała być pochowana u boku rodziców w Zakopanem. Ostatnią wolę Sikorskiej spełnił jej szwagier – major Marceli Kycia, który mieszkał w Londynie. Dzięki przychylności władz PRL i pomocy szefa URM-u Janusza Wieczorka, Marceli Kycia mógł przyjechać z prochami Heleny Sikorskiej do Polski. Służba Bezpieczeństwa, wiedząc, że na uroczystościach mają pojawić się delegacje z kraju i emigracji, obawiała się przerodzenia się pogrzebu w demonstrację polityczną, dlatego kontrolowała zarówno przygotowania, jak i sam przebieg pogrzebu. 7 lipca 1972 opracowano szczegółowy plan operacji: w razie potrzeby przemówienia miały być nagrywane na taśmach magnetofonowych, a zdjęcia fotograficzne miały udokumentować przemarsz konduktu i uroczystości. SB obawiały się ewentualnego przemówienia sufragana krakowskiego Juliana Groblickiego. Prochy Heleny Sikorskiej zostały pochowane w sobotę 8 lipca 1972 w grobowcu rodzinnym Juliana i Olgi Zubczewskich na Nowym Cmentarzu w Zakopanem. W uroczystościach żałobnych uczestniczyło trzech biskupów, a ze strony władz cywilnych brał udział przewodniczący Prezydium MRN, Lech Bafla. Nad grobem przemawiał m.in. gen. Mieczysław Boruta-Spiechowicz. W późniejszych latach w grobowcu Sikorskich (kw. M1-7-8) spoczął także mjr Marceli Kycia.

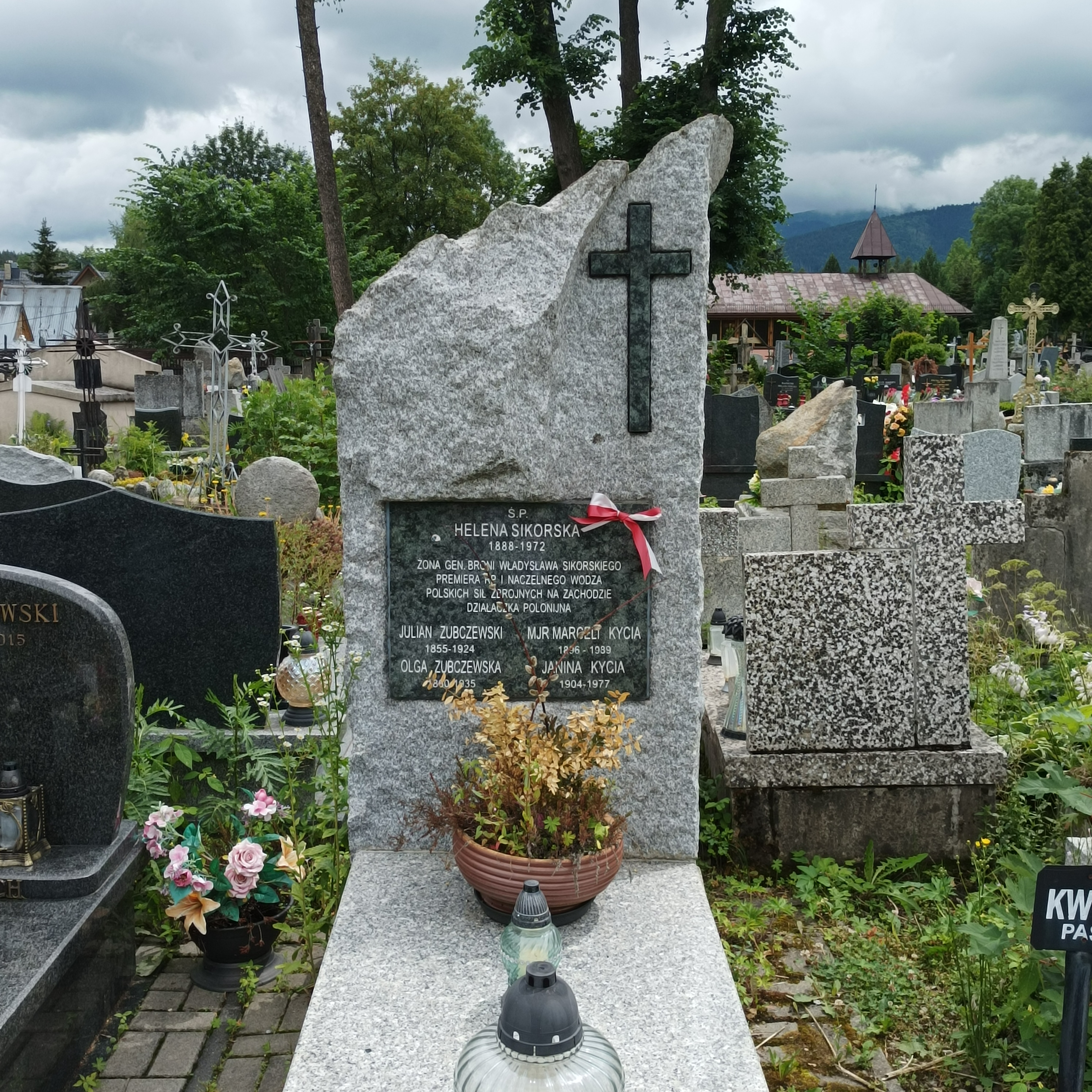
Grób Heleny Sikorskiej na Nowym Cmentarzu w Zakopanem

## Helena Sikorska w filmie
W filmie Katastrofa w Gibraltarze (1984) w reżyserii Bohdana Poręby w roli Heleny Sikorskiej wystąpiła Teresa Lipowska.